# Royal Rumble 1992
Royal Rumble 1992 was een professioneel worstel-pay-per-viewevenement, dat georganiseerd werd door de World Wrestling Federation (WWF). Dit evenement was de 5de editie van Royal Rumble en vond plaats in de Knickerbocker Arena in Albany (New York) op 19 januari 1992.
De hoofd wedstrijd was de Royal Rumble match voor het vacante WWF Championship, dat gewonnen werd door Ric Flair die Sid Justice als laatste elimineerde om de match te winnen en de titel te veroveren.

## Matchen
| Nr.                                                                          | Match | Winnaar(s)            |
| ---------------------------------------------------------------------------- | --- | --------------------- |
| -                                                                            | The Brooklyn Brawler vs. Chris Walker in een één-op-één match                                                                                                 | Chris Walker          |
| 1                                                                            | The New Foundation (Owen Hart & Jim Neidhart) vs. The Orient Express (Tanaka & Kato) (met Mr. Fuji) in een tag team match                                     | The New Foundation    |
| 2                                                                            | The Mountie (c) (met Jimmy Hart) vs. Roddy Piper in een één-op-één match voor het WWF Intercontinental Championship                                           | Roddy Piper (nc)      |
| 3                                                                            | The Bushwhackers (Luke & Butch) (met Jamison) vs. Beverly Brothers (Blake & Beau) (met The Genius) in een tag team match                                      | Beverly Brothers      |
| 4                                                                            | Legion of Doom (Hawk & Animal) (c) vs. The Natural Disasters (Earthquake & Typhoon) (met Jimmy Hart) in een tag team match voor het WWF Tag Team Championship | The Natural Disasters |
| 6                                                                            | Royal Rumble match voor het vacante WWF Championship | Ric Flair (c)         |
| (c) huidige kampioen voor en na de match \| (nc) nieuwe kampioen na de match | |                       |

### Royal Rumble match
| Draw | Entree              | Orde | Geëlimineerd door | Tijd  |
| ---- | ------------------- | ---- | ----------------- | ----- |
| 1    | The British Bulldog | 7    | Flair             | 23:33 |
| 2    | Ted DiBiase         | 1    | British Bulldog   | 01:18 |
| 3    | Ric Flair           | 30   | WINNAAR           | 59:26 |
| 4    | Jerry Sags          | 2    | British Bulldog   | 01:06 |
| 5    | Haku                | 3    | British Bulldog   | 01:51 |
| 6    | Shawn Michaels      | 10   | Santana           | 15:46 |
| 7    | Tito Santana        | 9    | Michaels          | 13:55 |
| 8    | The Barbarian       | 11   | Hercules          | 12:55 |
| 9    | The Texas Tornado   | 8    | Flair             | 09:20 |
| 10   | Repo Man            | 6    | Big Boss Man      | 06:23 |
| 11   | Greg Valentine      | 5    | Repo Man          | 04:12 |
| 12   | Nikolai Volkoff     | 4    | Repo Man          | 01:03 |
| 13   | The Big Boss Man    | 13   | Flair             | 03:38 |
| 14   | Hercules            | 12   | Big Boss Man      | 00:56 |
| 15   | Roddy Piper         | 26   | Justice           | 34:06 |
| 16   | Jake Roberts        | 15   | Savage            | 10:55 |
| 17   | Jim Duggan          | 19   | Virgil            | 20:45 |
| 18   | Irwin R. Schyster   | 23   | Piper             | 27:01 |
| 19   | Jimmy Snuka         | 14   | Undertaker        | 02:27 |
| 20   | The Undertaker      | 17   | Hogan             | 13:51 |
| 21   | Randy Savage        | 27   | Justice en Flair  | 22:26 |
| 22   | The Berzerker       | 18   | Hogan             | 09:00 |
| 23   | Virgil              | 20   | Duggan            | 07:29 |
| 24   | Col. Mustafa        | 16   | Savage            | 02:36 |
| 25   | Rick Martel         | 25   | Justice           | 12:39 |
| 26   | Hulk Hogan          | 28   | Justice           | 11:29 |
| 27   | Skinner             | 21   | Martel            | 02:13 |
| 28   | Sgt. Slaughter      | 22   | Justice           | 04:37 |
| 29   | Sid Justice         | 29   | Flair & Hogan     | 05:55 |
| 30   | The Warlord         | 24   | Hogan & Justice   | 01:43 |